# Boeing NLA
Boeing NLA (New Large Aircraft — новый большой самолёт) — проект, разрабатывавшийся компанией Boeing в 1990-х годах для рынка 4-двигательных самолётов вместимостью более 500 пассажиров. Самолёт должен был быть больше Boeing 747 и по концепции напоминал McDonnell Douglas MD-12 и Airbus A380. В 1993 году Boeing решил закрыть проект и приступил к разработке обновлённой версии Boeing 747.

## Технические характеристики
| Экипаж                      | 2              |
| Пассажировместимость        | 606 (3 класса) |
| Длина                       | 74,47 м        |
| Размах крыла                | 79,25 м        |
| Высота                      | 23,67 м        |
| Максимальная взлётная масса |                |
| Дальность                   | 14400 км       |
| Двигатели (4 x)             |                |
| Тяга (4 x)                  |                |

Источник: Seattle PI